# Plocama calabrica
Plocama calabrica là một loài thực vật có hoa trong họ Thiến thảo. Loài này được (L.f.) M.Backlund & Thulin mô tả khoa học đầu tiên năm 2007.